# Santa Josefa
Santa Josefa ist eine philippinische Stadtgemeinde in der Provinz Agusan del Sur. Sie hatte 2015 26.729 Einwohner (Zensus 1. August 2015).

## Baranggays
Santa Josefa ist politisch unterteilt in elf Baranggays.
- Angas
- Aurora
- Awao
- Tapaz
- Patrocinio
- Poblacion
- San Jose
- Santa Isabel
- Sayon
- Concepcion
- Pag-asa